# جيمس مكون سميث
جيمس ماكيون سميث (بالإنجليزية: James McCune Smith)‏ هو طبيب وصيدلي وكاتب أمريكي، ولد في 18 أبريل 1813 في نيويورك في الولايات المتحدة، وتوفي في 17 نوفمبر 1865 في لونغ آيلند في الولايات المتحدة. كان أول أمريكي من أصل أفريقي يحمل شهادة طبية إذ تخرج الأول على دفعته من جامعة غلاسكو في إسكتلندا. أصبح أول أمريكي من أصل أفريقي يدير صيدلية في الولايات المتحدة بعد عودته للبلاد.
كان سميث مثقفًا عامًا وذلك بالإضافة إلى مزاولته للطب في مأوى أيتام الملونين بمانهاتن لمدة قاربت العشرين عامًا. ساهم في كتابة مقالات لعدة دوريات طبية وشارك في عدد من الجمعيات البحثية وكتب مجموعة من الأطروحات والمقالات مستفيدًا من تدريبه في مجالي الطب والإحصاء. واستخدم تدريبه في هذين المجالين من أجل دحض المفاهيم الخاطئة المنتشرة حيال العرق والذكاء والطب والمجتمع بصورة عامة. دُعي سميث للانضمام إلى جمعية نيويورك للإحصاء بصفته عضوًا مؤسسًا في عام 1852. عملت تلك الجمعية على الترويج للعلم الجديد. كذلك انتُخب عضوًا في الجمعية الجغرافية الأمريكية المنشأة حديثًا في عام 1854. بيد أن عضويته لم تقبل قط في الرابطة الطبية الأمريكية أو الجمعيات الطبية المحلية.
عرِف عن سميث قيادته بصفته مناصرًا لإبطال الرق إذ كان عضوًا في الجمعية الأمريكية المناهضة للعبودية، وأنشأ بمساعدة فريدريك دوغلاس المجلس الوطني للأشخاص الملونين في عام 1853، وهي أول منظمة وطنية دائمة معنية بأصحاب البشرة السوداء. اعتبره دوغلاس «أهم تأثير على حياته».
كان سميث عضوًا في لجنة الثلاثة عشر المتشكلة في مانهاتن عام 1850. كان هدف اللجنة مقاومة قانون العبيد الفارين من خلال تقديم يد العون للعبيد الباحثين عن المأوى ضمن شبكة السكك الحديدية تحت الأرض. كان من جملة أصدقائه وزملاء عمله عدد من الناشطين الإبطاليين البارزين الآخرين. ألقى سميث محاضرات حول العرق والإبطالية بدءًا من أربعينيات القرن التاسع عشر، وكتب عددًا من المقالات التي دحضت الأفكار العنصرية حول قدرات السود.
انحدر سميث وزوجته من أصول عرقية أفريقية وأوروبية مختلطة. شيد سميث منزلًا في أحد الأحياء ذات الغالبية البيضاء بالتوازي مع ما أحرزه من نجاح على الصعيد المادي. وصنِف هو وعائلته بالإضافة إلى جيرانهم تحت فئة البيض في تعداد عام 1860. تغير تصنيفهم ليصبح مدرجًا تحت فئة الخلاسيين في تعداد عام 1850، وذلك بعدما انتقلوا للعيش في حي ذي غالبية أمريكية أفريقية.
عمل سميث طبيبًا لمدة عشرين عام تقريبًا في مأوى أيتام الملونين بنيويورك. انتقل سميث مع عائلته ليزاول عمله في بروكلين حفاظًا على سلامتهم، وذلك بعدما أصابت نيران حشد من الغوغاء المأوى ودمرته خلال أعمال شغب التجنيد التي اندلعت بمانهاتن في شهر يوليو من عام 1863، والتي راح ضحيتها نحو 100 شخص من أصحاب البشرة السوداء. وصاحب ذلك مغادرة الكثير من السود لمانهاتن منتقلين إلى بروكلين. كان الأهل يشددون على تعليم أطفالهم. استمر تصنيف أرملة سميث والأطفال تحت فئة البيض في تعداد عام 1870.
اندمج أولاد سميث ضمن مجتمع البيض هربًا من التمييز العرقي وبحثًا عن مزيدٍ من الفرص إذ تزوج الأبناء الأربعة الباقون من نساء من ذوي البشرة البيضاء، في حين عاشت ابنته التي لم تتزوج مع أحد أشقائها. وعملوا كأساتذة ورجال أعمال وعمل أحدهم محاميًا. أعاد مؤرخو القرن العشرين اكتشاف إنجازات سميث الفريدة من نوعها بوصفه طبيبًا أمريكيًا رائدًا من أصول أفريقية. علِم المنحدرون من نسبه بإنجازاته والذين عرّفوا أنفسهم كبيض في القرن الواحد والعشرين بعدما أخذت حفيدة حفيدة حفيدته لسميث مقررًا في التاريخ ووقعت عيناها على اسمه في الكتاب المقدس الخاص بالعائلة والعائد لجدتها. اتفق عدد من أحفاد سميث على تغيير شاهدة قبره ببروكلين في عام 2010. واجتمعوا لتكريمه وتكريم أسلافهم من ذوي الأصول الأفريقية.

## النشأة والتعليم
ولد سميث عبدًا في مانهاتن عام 1813. وأعتِق من العبودية بعد صدور قانون التحرير في نيويورك حين كان في الرابعة عشر من عمره بتاريخ 4 يوليو عام 1827. كان ذلك التاريخ النهائي الذي أعتقت نيويورك بموجبه ما تبقى من العبيد فيها. كانت والدته أمَة تدعى لافينيا والتي نالت حريتها في وقت لاحق من حياتها. وصف سميث والدته في عام 1855 بـ«المرأة التي أعتقت نفسها». ولدت لافينيا في أغلال العبودية بكارولاينا الجنوبية وأحضرت إلى مدينة نيويورك كأمَة. كان والده صامويل سميث تاجرًا أبيض وسيد والدته الذي أحضرها معه من كارولاينا الجنوبية إلى نيويورك.
ترعرع الفتى مع والدته حصرًا. أشار جيمس سميث حين أصبح راشدًا إلى انحداره من أصول بيضاء من طرف عائلة أمه إذ قال بأن لديه أقارب في الجنوب الأمريكي كان بعضهم من مالكي العبيد والآخرون عبيدًا.
تلقى سميث تعليمه في المدرسة الأفريقية الحرة الثانية (إيه إف سي) الواقعة في شارع مولبيري بمانهاتن. ووصِف هناك بكونه «طالب فطن لدرجة استثنائية». كان سميث من بين عدة فتيان درسوا في المدرسة وزاولوا أعمالًا مميزة في مجالاتهم، وعمل مع بعضهم لخدمة القضية الإبطالية بعد أن أضحوا راشدين.
تدرب سميث على يد الأب بيتر ويليامز الابن خلال دراساته. كان ويليامز من خريجي المدرسة الأفريقية الحرة وثاني أمريكي من أصل أفريقي يترسم في سلك كهنوت الكنيسة الأسقفية في عام 1826. قدّم سميث على جامعة كولومبيا وكلية جنيف للطب بولاية نيويورك بعيد تخرجه، ولكن قوبل طلبه بالرفض نتيجة للتمييز العرقي السائد. بادر ويليامز إلى تشجيع سميث على الالتحاق بجامعة غلاسكو في إسكتلندا. قدم ويليامز وفاعلو الخير الإبطاليون من الإيه إف سي المال اللازم لرحلة سميث للخارج وتعليمه. احتفظ سميث بمذكرة وثق فيها رحلته البحرية وعبر فيها عن شعوره بأداء مهمة ذات معنى. صاح سميث بعد وصوله إلى ليفربول وسيره على طول الواجهة البحرية قائلًا «أنا حر!».
رحب أعضاء في جمعية مناهضة العبودية من لندن بسميث، والذين كان قد تعرف عليهم من خلال معارفه في الأوساط الإبطالية. وفقًا للمؤرخ توماس م. مورغان فإن سميث تمتع بالتسامح العرقي النسبي السائد في إسكتلندا وإنجلترا اللتين أبطلتا العبودية قضائيًا في سبعينيات القرن الثامن عشر (في حين أبطلت نيويورك كافة أشكال العبودية في عام 1827). درس سميث في جامعة غلاسكو وتخرج الأول على دفعته. نال درجة البكالوريوس في عام 1835 ودرجة الماجستير في عام 1836 ودرجة الطب في عام 1837. وأكمل بعدها فترة من التدريب في باريس.
كل سميث متقينًا بأنه سيواجه التمييز عند عودته. حين حاول سميث حجز رحلة حتى يعود إلى الولايات المتحدة بعدما استوفى دراساته فإن قبطان السفينة رفض صعود سميث على متنها بسبب عرقه. لاقى سميث حين عودته إلى مانهاتن ترحيبًا حارًا من قبل زملائه ومعلميه المدرسيين القدماء الذين أشادوا بتصميمه على النضال من أجل الحقوق المدنية على التراب الأمريكي.